# Japanische Badmintonmeisterschaft 1969
Die Japanische Badmintonmeisterschaft 1969 war die 23. Austragung der nationalen Titelkämpfe im Badminton in Japan. Sie fand vom 1. bis zum 6. Dezember 1969 statt.

## Titelträger
| Disziplin    | Sieger                         |
| ------------ | ------------------------------ |
| Herreneinzel | Ippei Kojima                   |
| Dameneinzel  | Hiroe Yuki                     |
| Herrendoppel | Ippei Kojima Masao Akiyama     |
| Damendoppel  | Machiko Aizawa Etsuko Takenaka |
| Mixed        | Kenji Suzuki Tomiko Ariki      |